# J. Cole
Jermaine Lamarr Cole (Frankfurt, 28 januari 1985), beter bekend als J. Cole, is een Amerikaanse rapper, songwriter en producer.

## Loopbaan
Cole was in 2009 de eerste artiest die onder contract kwam bij het label Roc Nation van Jay-Z, waar hij twee mixtapes uitbracht, The Warm Up (2009) en Friday Night Lights (2010).
Zijn debuutalbum Cole World: The Sideline Story kwam uit op 27 september 2011. Het album klom tot nummer één in de Amerikaanse Billboard 200, Top R&B Albums en Top Rap Albums, en in de eerste week werden er meer dan 218.000 stuks van verkocht. Cole ontving een nominatie voor beste nieuwe artiest bij de 54e Grammy Awards. 
In 2013 kwam hij met zijn tweede studioalbum, Born Sinner. Het daaropvolgende album 2014 Forest Hills Drive werd het enige album in twee jaar. 2014 Forest Hills Drive werd dubbel platina. Begin december 2016 verscheen zijn vierde album, 4 Your Eyez Only. Op 20 april 2018 verscheen Cole's vijfde album KOD (Kids on Drugs, King OverDosed, Kill Our Demons). Ruim drie jaar later verscheen zijn zesde album, The Off-Season, op 14 mei 2021.

## Discografie

### Studioalbums
| Album met eventuele hitnotering(en) in de Nederlandse Album Top 100 | Datum van verschijnen | Datum van binnenkomst | Hoogste positie | Aantal weken | Opmerkingen |
| ------------------------------------------------------------------- | --------------------- | --------------------- | --------------- | ------------ | ----------- |
| Cole World: The Sideline Story                                      | 23-09-2011            | 01-10-2011            | 88              | 1            |             |
| Born Sinner                                                         | 14-06-2013            | 22-06-2013            | 65              | 1            |             |
| 4 Your Eyez Only                                                    | 09-12-2016            | 17-12-2016            | 8               | 21           |             |
| KOD                                                                 | 20-04-2018            | 28-04-2018            | 2               | 15           |             |

| Album met hitnotering(en) in de Vlaamse Ultratop 200 albums | Datum van verschijnen | Datum van binnenkomst | Hoogste positie | Aantal weken | Opmerkingen |
| ----------------------------------------------------------- | --------------------- | --------------------- | --------------- | ------------ | ----------- |
| Born Sinner                                                 | 14-06-2013            | 22-06-2013            | 109             | 2            |             |
| 2014 Forest Hills Drive                                     | 09-12-2014            | 20-12-2014            | 134             | 2            |             |
| 4 Your Eyez Only                                            | 09-12-2016            | 17-12-2016            | 34              | 8            |             |
| KOD                                                         | 20-04-2018            | 28-04-2018            | 2               | 26           |             |
| The Off-Season                                              | 17-05-2021            | 22-05-2021            | 1 (1wk)         | 27*          |             |

### Mixtapes
- The Come Up (2007)
- The Warm Up (2009)
- Friday Night Lights (2010)
- Truly Yours (2013)
- Truly Yours 2 (2013)
- Revenge of the Dreamers (met Dreamville Records) (2014)
- Revenge of the Dreamers 2 (met Dreamville Records) (2015)
- Revenge of the Dreamers 3 (met Dreamville Records) (2019)
- Revenge of the Dreamers 4 (met Dreamville Records) (2021)

## Tournees
Als hoofdprogramma:
- Cole World... World Tour (2011)
- What Dreams May Come Tour (2013-2014)
- Dollar & A Dream Tour (2013)
- Dollar & A Dream Tour 2014: The Warm Up (2014)
- Forest Hills Drive Tour (2015)
- Dollar & A Dream Tour III: Friday Nights Lights (2015)
- 4 Your Eyez Only World Tour (2017)
- KOD Tour (2018)

Als voorprogramma:
- Jay-Z Fall Tour (Jay-Z) (2009)
- Attention Deficit Tour (Wale) (2009)
- Loud Tour (Rihanna) (2011)
- Club Paradise Tour (Drake) (2012)
- Rapture Tour (Eminem) (2014)

- Bibliothèque nationale de France: cb16542564s (data)
- Gemeinsame Normdatei: 1037972465
- International Standard Name Identifier: 0000 0001 0810 0039
- Library of Congress Control Number: no2010206598
- MusicBrainz: 875203e1-8e58-4b86-8dcb-7190faf411c5
- Virtual International Authority File: 160557667
- WorldCat: E39PBJxxcKMx8TqVf8DpgCHV4q